# Aechmea veitchii
Aechmea veitchii är en gräsväxtart som beskrevs av John Gilbert Baker. Aechmea veitchii ingår i släktet Aechmea och familjen Bromeliaceae. Inga underarter finns listade i Catalogue of Life.